# Creobroter gemmatus
Creobroter gemmatus (лат.) — вид богомолов рода Creobroter из семейства Hymenopodidae. Широко распространен в Южной и Юго-Восточной Азии: Индия (Аруначал-Прадеш, Химачал-Прадеш, Махараштра, Сикким, Уттар-Прадеш); Китай, Индонезия, Мьянма, Непал, остров Сунда, Таиланд, Вьетнам. Самцы вырастают примерно до 3,8 см, самки немного крупнее. Они предпочитают влажную среду и живут в неволе около девяти месяцев. Чтобы стать взрослой особью, эти богомолы линяют 8 раз, а на созревание может уйти от 2 до 5 месяцев в зависимости от пищи и температуры. Это самый маленький, но самый распространенный вид в составе рода Creobroter. Каждая оотека может содержать до 50 яиц, и при оптимальных условиях птенцы появляются примерно через 5 недель.
От близких видов отличается дымчатым участком на заднем крыле посередине, занимающим небольшую часть дисковидной области у самки; у самца участок занимает меньшую площадь и менее темный; основание переднего крыла с округлым жёлтым пятном. Передние тазики с 5—7 шипами.

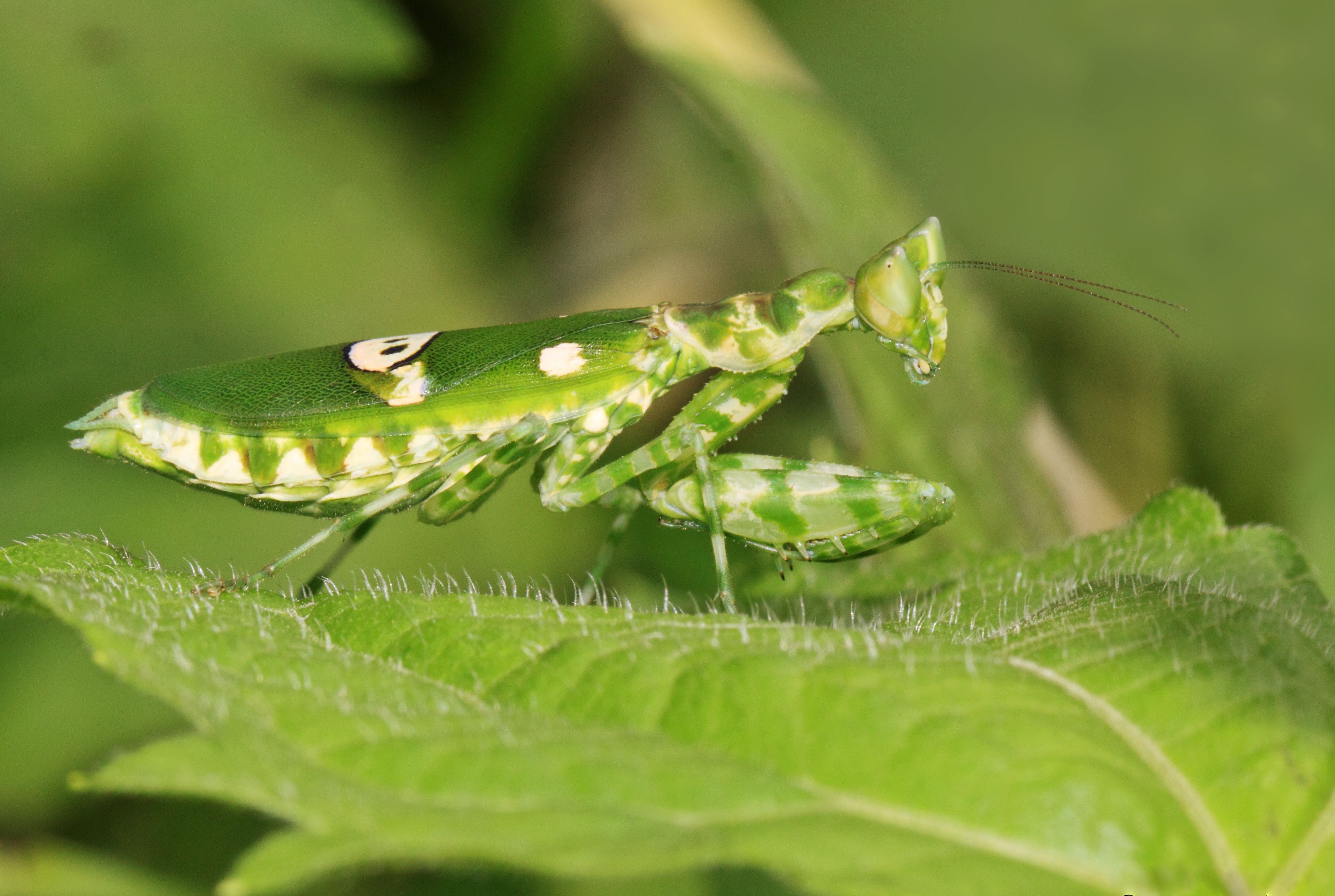
Самка